# Lovebugs
Lovebugs est un groupe de britpop (pop-rock) bâlois (Suisse), créé en 1992. Bien que venant d'une région alémanique de Suisse, les chansons du groupe sont surtout en anglais. Le groupe est choisi pour représenter la Suisse en demi-finale du Concours Eurovision de la chanson 2009, le 12 mai à Moscou, où il échoue à se qualifier pour la finale.

## Composition actuelle du groupe
- Adrian Sieber : chant, guitare
- Thomas Rechberger : guitare, chant
- Stefan Wagner : piano, synthétiseur, chant
- Florian Senn : guitare basse
- Simon Ramseier : batterie

## Histoire
Le groupe est formé en 1992 par Adrian Sieber, Sebastian "Baschi" Hausmann et Julie Lauper, après qu'Adrian ait placé une annonce dans un magasin de musique afin de trouver un batteur. Ils remportent un concours local de talents, ce qui leur permet d'enregistrer leur premier album. Un an plus tard, la batteuse Julie quitte le groupe et est remplacée par Simon Ramseier.
En 1994, sort leur premier album, Fluff. En 1995 a lieu leur première tournée à travers l'Europe, et la sortie de leur deuxième album, Tart.
Leur premier succès vient l'année suivante avec leur single Fantastic, qui atteint la 40e place du hit parade en Suisse. Ils signent alors un contrat avec BMG Ariola.
En 1998 un nouveau guitariste, Thomas Riechberger, rejoint le groupe.
En 2000, le succès est à nouveau au rendez-vous, avec l'album Transatlantic Flight, qui atteint la 3e place des classements musicaux suisses. C'est leur première publication sous le label Warner Music. Cette sortie est suivie par celle de Awaydays, leur premier album à être sacré numéro 1 des ventes. Le single Music Makes My World Go Round atteint la 6e place. Le bassiste Sebastien quitte le groupe pour se consacrer à son projet glam-rock Fucking Beautiful. Il est alors remplacé par Florian Senn. Au même moment, Stefan Wagner rejoint le groupe au clavier.
Après une courte pause, Lovebugs revient en 2003 avec l'album 13 Songs with a View, qui contient les singles A Love Like Tides et `72. L'album n'obtient pas le succès des deux albums précédents, et se classe seulement en 7e position des charts suisses. L'album suivants, Naked, est un album live et acoustique, qui atteint à nouveau le top des ventes. Il est produit pas Chris von Rohr, ancien membre du groupe suisse Krokus.
En 2006, la sortie de In Every Waking Moment est un nouveau succès pour le groupe. Il contient les chansons les plus connues du groupe, notamment The Key et Avalon, cette dernière enregistrée avec la chanteuse norvégienne Lene Marlin. Elle atteint la 10e place des hits-parades en Suisse et la 27e en Norvège, ce qui permet à Lovebugs de se faire connaître un peu plus en dehors de la Suisse.

## Discographie

### Albums
- 1994 : Fluff
- 1995 : Tart
- 1996 : Lovebugs [CH-#44)]
- 1997 : Lovebugs (remix album)
- 1999 : Live via satellite - the radio X-Session
- 2000 : Transatlantic Flight [CH-#3]
- 2001 : Awaydays [CH-#1]
- 2003 : 13 Songs With A View [CH-#7]
- 2005 : Naked (Unplugged) [CH-#1]
- 2006 : In Every Waking Moment [CH-#1]
- 2009 : The Highest Heights
- 2012 : Life Is Today

### Singles
- 1998 : Angel Heart [CH-#32]
- 1999 : Under My Skin [CH-#17]
- 2000 : Bitter Moon [CH-#42]
- 2001 : Music Makes My World Go Round [CH-#16]
- 2001 : Coffee And Cigarettes [CH-#46]
- 2002 : Flavour Of The Day [CH-#28]
- 2003 : A Love Like Tides [CH-#63]
- 2005 : Everybody Knows I Love You
- 2006 : The Key [CH-#17]
- 2006 : Avalon (featuring Lene Marlin) [CH-#10]